# 滑鞘腹蛛
滑鞘腹蛛（学名：Coleosoma blandum）为球蛛科鞘腹蛛属的动物。分布于日本、缅甸、泰国、印度尼西亚、斯里兰卡、塞舌尔、台湾岛以及中国大陆的浙江、四川、广东、海南、广西等地，主要生活于甘蔗的枯叶与茎杆之间的缝隙内以及或栖息在玉米茎、叶间。